# Old Boys Network (OBN)
La Old Boys Network (OBN) fue la primera alianza ciberfeminista internacional. Fue fundada en 1997 en Berlín y permaneció activa hasta 2001.
El grupo fue fundado por Susanne Ackers, Julianne Pierce, Valentina Djordjevic, Ellen Nonnenmacher y Cornelia Sollfrank en la primavera de 1997. Organizaron la Primera Internacional Ciberfeminista en septiembre de ese año en el marco del emblemático evento artístico documenta X en Kassel, Alemania. La filosofía de OBN era mantener el término «ciberfeminismo» lo más abierto posible, permitiendo enfoques diversos e interdisciplinarios entre todas sus miembros. Destacaron la importancia del desacuerdo y el debate dentro del movimiento, así como la resistencia a cerrar el sentido del término en una definición esencialista.
El grupo realizó tres congresos internacionales. Después de la segunda conferencia internacional, celebrada en Róterdam en 1999. La estructura organizativa cambió y reemplazó el modelo de «grupo central y red» por una asociación de diferentes grupos de trabajo. La última conferencia tuvo lugar en Hamburgo en 2001.
La verdad sobre el ciberfeminismo fue una performance que tuvo lugar en Die Höge, Högenhausen del 22 al 24 de octubre de 2000, como parte del simposio internacional «Dialoge und Debatten» sobre posiciones feministas en las artes visuales contemporáneas. Este evento reunió a diversas artistas y teóricas para explorar y debatir las intersecciones del feminismo y la cultura digital. El simposio tuvo como objetivo fomentar debates críticos y mostrar prácticas artísticas feministas innovadoras.
En un ensayo, Cornelia Sollfrank explora la dinámica organizacional interna y las corrientes micropolíticas que dieron forma a OBN, enfatizando el entrelazamiento del arte y la política, no solo como una plataforma para organizar contextos existentes sino que jugó un papel crucial en la creación de nuevos campos e imaginarios. El grupo se unió bajo el concepto de «estética organizacional», donde el proceso de organizarse y construir relaciones es visto como una práctica artística y política. La red se ha ido articulando a partir de la micropolítica: el espíritu, las vibraciones y los afectos, y no un consenso en temas macropolíticos.
La creación del archivo OBN implicó la generación de un repositorio dinámico de actividades ciberfeministas. Este archivo preserva no sólo artefactos digitales sino también los aspectos relacionales y contextuales del trabajo de OBN.El mismo se encuentra alojado en el acervo de documenta archiv, en Kassel. 
El vigésimo aniversario de la Primera Internacional Ciberfeminista fue celebrado por el Instituto de Arte Contemporáneo de Londres con un evento de cinco días llamado Internacional Post-Ciberfeminista.

## Eventos destacados
- La Primera Conferencia Internacional Ciberfeminista fue parte de Documenta X y tuvo lugar en Kassel, del 20 al 28 de septiembre de 1997. Fue organizado por Old Boys Network.
- OBN@IFA, Stuttgart, 26 de noviembre de 1997 Presentación en el Instituto de Relaciones Culturales Exteriores (IFA) en Stuttgart.
- OBN@ZKM, Karlsruhe, 20 de febrero de 1998 Presentación en el Centro de Arte y Medios (ZKM) en Karlsruhe, explorando las prácticas ciberfeministas y la cultura digital.
- OBN@V2, Róterdam, 15 de mayo de 1998 Presentación en el V2_ Institute for the Unstable Media en Róterdam, discutiendo el impacto del ciberfeminismo en los medios contemporáneos.
- OBN@KUNSTHALLE, Viena, 10 de septiembre de 1998 Presentación en la Kunsthalle de Viena, examinando el papel del ciberfeminismo en el mundo del arte.
- OBN@MUSEUM LUDWIG, Colonia, 5 de noviembre de 1998 Presentación en el Museo Ludwig de Colonia, centrada en la integración de ideas ciberfeministas en las prácticas museísticas.
- OBN@DEAF, Róterdam, 18 de noviembre de 1998 Presentación en el Festival de Arte Electrónico Holandés (DEAF) en Róterdam, destacando las contribuciones del ciberfeminismo al arte electrónico.
- La siguiente Conferencia Internacional Ciberfeminista tuvo lugar en Rotterdam, del 8 al 13 de marzo de 1999.
- OBN@ZKM, actuación, ZKM, Karlsruhe, 16 de octubre de 1999. Contribución performativa a la exposición net_condition.[11]
- OBN@IFU, presentación, Universidad de Hamburgo, 24 de agosto de 2000.[12]
- Conferencia internacional muy ciberfeminista, Lichtmess-Kino, Hamburgo, 13-16 de diciembre de 2001.